# Qutang-ravinen

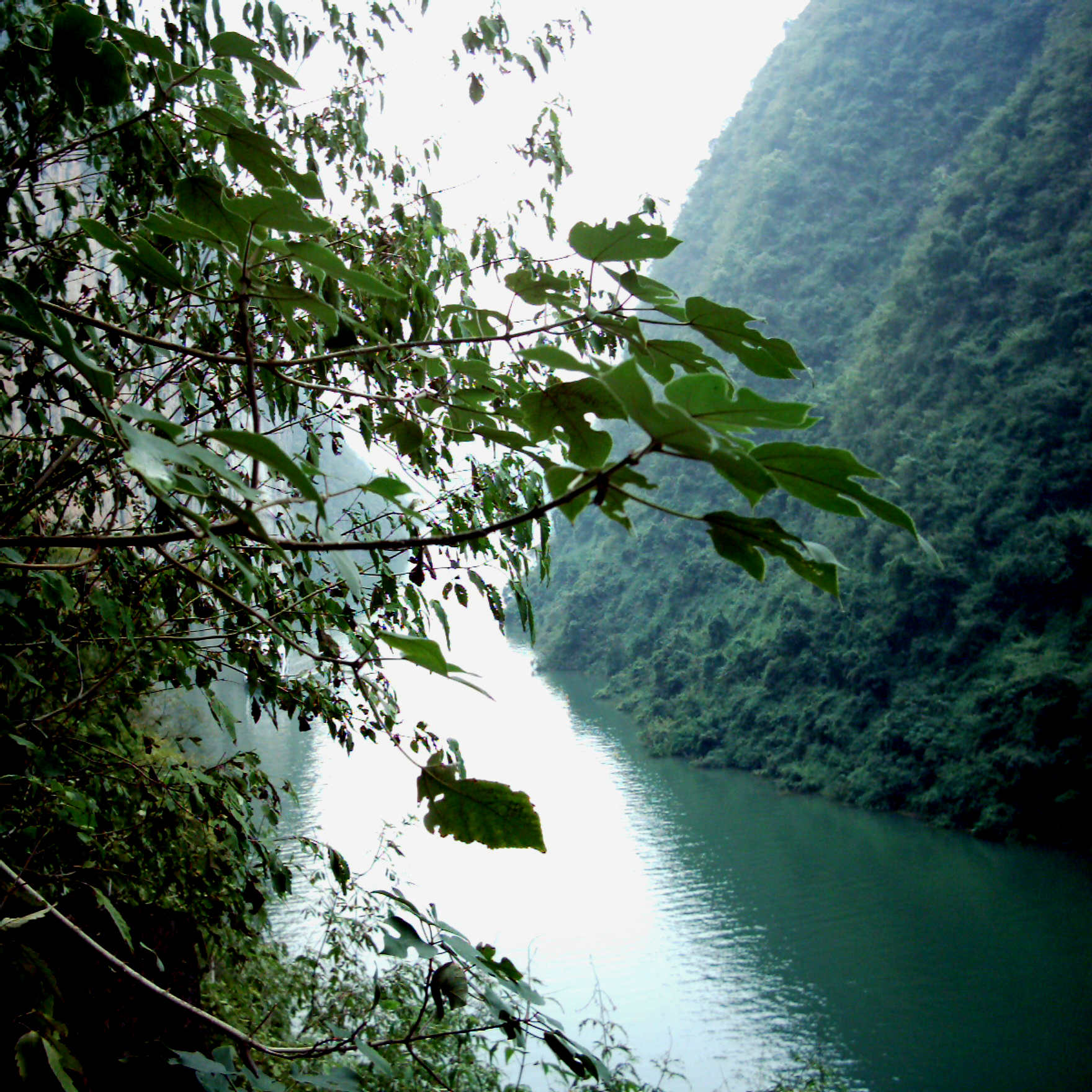
Kuimenporten

Qutangravinen (瞿塘峡) är den kortaste och mest spektakulära av Kinas tre raviner och är belägen i Fengjie härad som lyder under Chongqings storstadsområde.
Precis nedströms om den uråldriga byn Baidi passerar floden Yangtze mellan Chijiaberget i norr och Baiyanberget i syd. Platsen där floden passerar mellan dessa berg kallas Kuimenporten och är ingången till Qutangravinen, den första av Yangsteflodens raviner. Qutangravinen är bara åtta kilometer lång, och är också den trängsta av de tre ravinerna. Den bredaste punkten är 150 meter bred. Bergen på var sida når upp till 1 200 meter. Kombinationen mellan höga berg och smala raviner skapar spektakulära vyer.